# Unglücklichsein
Unglücklichsein ist eine Erzählung von Franz Kafka, die 1913 im Rahmen des Sammelbandes Betrachtung erschien. In der Erzählung geht es um einen irrealen Besuch bei einem einsamen, unglücklichen Mann.

## Inhalt
Der Ich-Erzähler berichtet in der Vergangenheitsform von einem Abend im November. Er sei damals unruhig in seinem Zimmer hin- und hergelaufen, sei in konfuser Stimmung gewesen und habe erwogen, noch einmal auszugehen. Da sei aus dem Korridor ein kindliches Gespenst aufgetaucht. Der Erzähler sei noch aufgeregter geworden und habe kaum glauben können, dass das Gespenst wirklich zu ihm wollte. Dieses habe ihn beruhigt, alles sei schon richtig. Im nun einsetzenden Gespräch hätten sich die beiden nicht verständigen können. Erst sei es darum gegangen, ob eine Tür zu bzw. verschlossen war oder sein muss. Das Gespenst habe nicht gewollt, dass der Erzähler so viel Aufhebens machte. Nach einem regelrechten Disput sei das Gespräch abgebrochen.
Der Erzähler berichtet weiter, er habe eine Kerze angezündet und hektisch seine Wohnung verlassen. Auf der Treppe habe er einen nachbarlichen Mieter getroffen, dem er von seinem Gespenst erzählte. Wenn man nicht an Gespenster glaubt, meinte der Nachbar, brauche man auch keine Angst zu haben. Aber der Erzähler bekannte sich zu seinen tiefsitzenden Ängsten. Gespenster könne man auffüttern, meinte der Nachbar, insbesondere weibliche Gespenster. Auch das habe den Erzähler nicht überzeugt. Im Weggehen habe er seinen Nachbarn gebeten, ihm sein Gespenst ja nicht wegzunehmen. Nun hätte er an sich ruhig spazieren gehen können, habe sich aber so verlassen gefühlt, dass er lieber wieder hinaufgegangen sei und sich schlafen gelegt hätte.

## Textanalyse
Ein allein in einem Zimmer wohnender Erzähler, offensichtlich Junggeselle, wird nervös umgetrieben und weiß nichts mit sich anzufangen. Er läuft über den schmalen Teppich seines Zimmers „wie in einer Rennbahn“. Das Ganze findet im November statt, dem Monat der Depressionen. Als das Gespenst erscheint, kleidet er sich schnell förmlich an, weil er „nicht so halb nackt dastehen“ wollte. Dem Erzähler ist es besonderes wichtig, dass niemand aus dem Haus den Besuch bei ihm bemerkt. Er ist dabei so unentschlossen und umständlich, dass das Gespenst ungehalten wird. Das Gespräch eskaliert regelrecht, man macht sich gegenseitig Vorwürfe. Der Erzähler beendet das Gespräch mit den Worten: „Nichts weiß ich.“ Was weiter mit dem Gespenst geschieht, erfährt man nicht.
Der andere Mieter scheint den Erzähler für einen Schwerenöter zu halten („Sie gehen schon wieder weg, Sie Lump“). Er weist auf den lohnenden Kontakt mit der weiblichen Erscheinungsform eines Gespenstes hin und versteht nicht die Angst und Unzufriedenheit des Erzählers. Obwohl der Erzähler zum Gespenst nur eine unglückliche Verbindung herstellen konnte, will er es auf keinen Fall verlieren. Wenn er nun statt nach draußen wieder in sein Zimmer zurückgeht, ist anzunehmen, dass er wieder Annäherung an das Gespenst sucht. Es war nicht davon die Rede, dass es das Zimmer verlassen hätte. Das konkrete Ende oder die Weiterführung dieser Beziehung wird uns vorenthalten.

## Deutungsansätze
Hier tauchen schon die Elemente auf, die später in Blumfeld, ein älterer Junggeselle weiter ausgeführt werden, nämlich ein irrealer Besuch in der Wohnung eines einsamen, unglücklichen Junggesellen. Das Wesen des Junggesellen schlechthin wird in einem anderen Stück aus Betrachtung, nämlich Das Unglück des Junggesellen geschildert.
Das kindliche Gespenst dürfte mindestens zwei Deutungsvarianten besitzen. Einerseits stellt es das Alter Ego des Erzählers dar, das er mit folgenden Worten beschreibt: „Ihre Natur ist meine und wenn ich mich von Natur aus freundlich zu Ihnen verhalte, so dürfen Sie auch nicht anders“. In seiner Irrealität spiegelt sich die Neurose des Erzählers. Wie hier die dunklen, kranken Seiten seiner Existenz berührt werden, äußert sich in dem Satz: „Die eigentliche Angst ist die vor der Ursache der Erscheinung. Und diese Angst bleibt. Die habe ich geradezu großartig in mir.“
Die zweite Variante besteht in der Deutung des Gespenstes als Frauenerscheinung. Vielfach sind die Andeutungen, dass es sich auch um einen geheimen Besuch eines weiblichen Wesens handelt. Die geradezu verklemmten Reaktionen des Erzählers sprechen dafür. Man erfährt, dass das kindliche Gespenst eher schon ein erwachsenes Mädchen ist, mit dem man sich nicht im Zimmer einschließen sollte. Hier erscheint auch Kafkas Vorliebe für junge kindliche Frauen thematisiert. Auch der Mieter weist auf das weibliche Geschlecht von Gespenstern hin. Zweimal wird die Geste des Gespenstes beschrieben, das mit den Fingern über die Wand des Zimmers reibt. Der Erzähler erwähnt diese Geste besonders. Wird hier eine sexuelle Geste angedeutet? Das Gespräch zwischen beiden entwickelt sich nach anfänglicher Zuwendung quälend. Der Erzähler zerredet und problematisiert die Situation.
Wenn man aber aus dem Text ein junges männliches Gespenst ableitet, erscheint das Verhalten des Erzählers erst recht befremdlich und lässt sich allenfalls mit der Reaktion auf eine versteckt homophile Situation erklären. Die Frage nach einer näheren Identität des Gespenstes ist nicht zu klären. Auch die Literatur gibt dazu keine abschließende Aussage. Bei Dagmar C. Lorenz werden sogar zwei Wesen gesehen, nämlich die Erscheinung eines kleinen Kindes und eine weibliche Geistererscheinung.
In diesem Gespräch erkennt man schon den Stil der künftigen Briefe Kafkas an seine Freundinnen Felice Bauer und Milena Jesenská. Hier hat Kafka, wie mehrfach in seinem Schreiben, seine künftige eigene Lebensrealität vorausempfunden.

## Ausgaben
- Paul Raabe (Hrsg.): Franz Kafka. Sämtliche Erzählungen. Fischer-Taschenbuch-Verlag, Frankfurt am Main 1970, ISBN 3-596-21078-X.
- Roger Herms (Hrsg.): Franz Kafka Die Erzählungen. Originalfassung. Fischer Verlag, Frankfurt am Main 1997, ISBN 3-596-13270-3.
- Wolf Kittler, Hans-Gerd Koch, Gerhard Neumann (Hrsg.): Franz Kafka: Drucke zu Lebzeiten. Fischer Verlag, Frankfurt am Main 1996, ISBN 3-10-038154-8, S. 33–40.

## Sekundärliteratur
- Peter-André Alt: Franz Kafka – Der ewige Sohn. Verlag C.H. Beck, München 2005, ISBN 3-406-53441-4.
- Dagmar C. Lorenz: Kafka und gender. In: Bettina von Jagow, Oliver Jahraus: Kafka-Handbuch Leben-Werk-Wirkung. Vandenhoeck & Ruprecht, 2008, ISBN 978-3-525-20852-6, S. 371–384.